# Tonouchisaurus
Tonouchisaurus (nghĩa là "thằn lằn Tonouchi") là tên không chính thức được đặt cho một chi khủng long chưa được mô tả sống vào thời kỳ Creta sớm.